# 金鐘獎類型音樂節目獎得獎列表
廣播金鐘獎類型音樂節目獎是由文化部影視及流行音樂產業局在臺灣舉辦的現行頒發獎項，前身為非流行音樂節目獎。

## 歷屆得獎暨入圍名單
|  | 獲獎者 |

### 類型音樂節目獎（第54屆～至今）
| 年度 （屆數）   | 廣播作品                                                       |
| --------------- | -------------------------------------------------------------- |
| 2019 （第54屆） | 《那些年我們一起唱的歌》／財團法人中央廣播電臺                 |
| 2019 （第54屆） | 《阿卡人聲》／國立教育廣播電臺                                 |
| 2019 （第54屆） | 《音樂MIT》／財團法人中央廣播電臺                              |
| 2019 （第54屆） | 《電音新浪潮》／國立教育廣播電臺                               |
| 2019 （第54屆） | 《爵士大道》／復興廣播電臺                                     |
| 2020 （第55屆） | 《Jazz Supreme 爵士‧無所不在》／財團法人台北勞工教育電台基金會 |
| 2020 （第55屆） | 《客家妹來打卡》／財團法人客家公共傳播基金會                   |
| 2020 （第55屆） | 《原聲探索》／財團法人原住民族文化事業基金會                   |
| 2020 （第55屆） | 《傾聽音樂》／財團法人佳音廣播電台                             |
| 2020 （第55屆） | 《當音樂來敲門》／正聲廣播股份有限公司                         |
| 2021 （第56屆） | 《阿卡人聲》／國立教育廣播電臺                                 |
| 2021 （第56屆） | 《南風樂府第一階段》／高雄廣播電臺                             |
| 2021 （第56屆） | 《菁彩音樂bar》／財團法人中央廣播電臺                          |
| 2021 （第56屆） | 《傾聽音樂》／財團法人佳音廣播電台                             |
| 2021 （第56屆） | 《蒙德里安調色盤》／好家庭廣播股份有限公司                     |
| 2022 （第57屆） | 《Sawali Music Style》／財團法人原住民族文化事業基金會         |
| 2022 （第57屆） | 《ici Zoe-Zoe在這裡》／竹科廣播股份有限公司                    |
| 2022 （第57屆） | 《心唱臺灣頌》／財團法人中央廣播電臺                           |
| 2022 （第57屆） | 《作客REC&LIVE》／環宇廣播事業股份有限公司                     |
| 2022 （第57屆） | 《傾聽音樂》／財團法人佳音廣播電台                             |
| 2023 （第58屆） | 《作客REC&LIVE》／環宇廣播事業股份有限公司                     |
| 2023 （第58屆） | 《azz Supreme 爵士．無所不在》／財團法人台北勞工教育電台基金會 |
| 2023 （第58屆） | 《Sawali Music Style》／財團法人原住民族文化事業基金會         |
| 2023 （第58屆） | 《不流行的流行歌》／國立教育廣播電臺                           |
| 2023 （第58屆） | 《林班的記憶》／台灣廣播股份有限公司新竹廣播電臺               |
| 2024 （第59屆） | 《神曲越南 Thần khúc Vietnam》／財團法人寶島客家廣播電台       |
| 2024 （第59屆） | 《不流行的流行歌》／國立教育廣播電臺                           |
| 2024 （第59屆） | 《作客REC＆LiVE》／環宇廣播事業股份有限公司                    |
| 2024 （第59屆） | 《歌舞實驗室》／財團法人佳音廣播電台                           |
| 2024 （第59屆） | 《爵士之詩》／台灣全民廣播電台股份有限公司                     |
| 2025 （第60屆） |                                                                |
|                 |                                                                |
|                 |                                                                |
|                 |                                                                |
|                 |                                                                |

## 外部連結
- 廣播電視金鐘獎官方網站 （页面存档备份，存于）
- 歷屆廣播金鐘獎得獎入圍名單 （页面存档备份，存于），文化部影視及流行音樂產業局